# Casseta & Planeta
Casseta & Planeta é um grupo humorístico brasileiro fundado oficialmente em 1986 com a fusão das turmas de duas publicações satíricas do Rio de Janeiro: a revista Casseta Popular e o tabloide O Planeta Diário que fazem humor acerca de temas do cotidiano. Sua formação original consistia nos humoristas Bussunda, Hélio de la Peña, Hubert Aranha, Cláudio Manoel, Beto Silva, Marcelo Madureira e Reinaldo Figueiredo.
Em meados dos anos 80 os trabalhos dos dois grupos convergiram (em jornais, revistas, discos, shows, livros e filmes) em uma mescla do nonsense do Monty Python com a sátira ao cotidiano do Saturday Night Live. Sua incorreção política é clássica: os Cassetas não poupam em suas gagues, diversos grupos étnicos, religiosos, minorias (sobram piadas de portugueses, judeus, ciganos, políticos, homossexuais, bêbados, gaúchos, baianos, argentinos, entre outros) e sobre acontecimentos atuais. O grupo fundou a empresa Toviassú Produções Artísticas (o nome Toviassú é uma sigla composta pelas sílabas iniciais da frase Todo viado é surdo). Cada um dos seis membros tem uma função específica nessa firma.
O principal veículo do grupo foi o Casseta & Planeta, Urgente!, seu extinto programa das noites de terça-feira na TV Globo. O grupo também tem um site, lançou best-sellers e licenciou vários produtos --- por exemplo, o Machobol, uma paródia do frescobol. Atualmente o grupo possui um canal no YouTube, aonde apresentam esquetes de humor.

## História

### 1978–87: Formação e impresso
Em 1978 os alunos da UFRJ Beto Silva, Hélio de la Peña e Marcelo Madureira inauguraram o fanzine de humor chamado Casseta Popular, o qual foi transformado em jornal humoristico em 1989 com a adesão de Bussunda e Cláudio Manoel. Ao longo da primeira metade dos anos 80, o jornal foi vendido em bares na noite do Rio de Janeiro.
Paralelamente, em 1984, Reinaldo Figueiredo, Hubert Aranha e Cláudio Paiva, ex-cartunistas do O Pasquim, lançaram o jornal O Planeta Diário, uma sátira com mesmo nome do jornal em que o personagem Clark Kent trabalhava, ficando famoso por suas manchetes sensacionalistas falsas ("Papa bota ovo na missa do Galo", "Governo faz reforma agrária no Sítio do Picapau Amarelo", "Simony arrebenta a boca do Balão Mágico) e chegando a vender 100.000 exemplares por edição.
Em 1986 dois grupos se fundiram e formaram o Casseta & Planeta, lançando a revista Almanaque Casseta Popular, que ganharia fama com a irreverência de suas capas e seus temas absurdos, e o influente Wandergleyson Show, na Rede Bandeirantes.

### 1988–91: Música e primeiros trabalhos na televisão
A equipe criativa conjunta assinou contrato com a TV Globo em 1988, tornando-se responsável pelo TV Pirata junto com Luís Fernando Veríssimo, Patrícia Travassos e outros redatores. Cláudio Paiva deixa o cargo de editor do Planeta para se dedicar ao programa; Hubert e Reinaldo seguem com o jornal. Foi então lançado nacionalmente o conjunto musical reunindo os dois grupos (incluindo Murilo Chebabi e Emanuel Jacobina), ainda chamado Casseta Popular & Planeta Diário. Em seguida, a  Casseta Popular e o Planeta Diário uniram forças em apoio à "candidatura" do Macaco Tião para prefeito do Rio de Janeiro, que terminou a eleição em terceiro lugar, com 9,5% dos votos. Em 1989 o nome da banda foi reduzido para Casseta & Planeta por ocasião do lançamento do disco Preto com um Buraco no Meio.
A banda ainda gravou mais dois álbuns (mas sem o sucesso do primeiro) e fez várias turnês pelo Brasil. Em 1990, já sob a grife Casseta & Planeta, a turma faz a cobertura do carnaval para a TV Globo, em sua primeira participação televisiva como grupo cômico. Depois de poucos episódios da terceira temporada, TV Pirata foi cancelado, retornando ao horário nobre, com novo conceito, em 1992. Depois, em parceria com o diretor José Lavigne, o grupo apresentou o piloto de um novo programa, lançado no ano seguinte como Doris para Maiores. Em 1991 a TV Globo escalou o grupo para Doris para Maiores, apresentado por Doris Giesse, que misturava reportagens sérias e humor. Os Cassetas escrevem e atuam no programa, que durou apenas um ano.

### 1992–2010:Casseta & Planeta, Urgente!, morte de Bussunda e filmes
Em 1992 entrou no ar Casseta & Planeta, Urgente!, sequência do modelo de Doris para Maiores, apoiado no lema Jornalismo mentira, humorismo verdade, apresentado pela repórter Kátia Maranhão. A Casseta Popular e o Planeta Diário fundem seus esforços na mídia impressa criando a revista Casseta & Planeta, que foi publicada até 1995. Em 1994 a ex-VJ Maria Paula Fidalgo virou a apresentadora do programa, com um maior envolvimento ao também atuar nos esquetes.   No mesmo ano foi o primeiro livro com a grife Casseta & Planeta. Em 1995, primeiro ano de operações comerciais da internet no Brasil, foi lançado o sítio oficial do Casseta & Planeta na web. Em 1998, devido à boa audiência, a TV Globo encurta o programa (de 60 para 30 minutos), transformando-o em semanal.
Em 2003 a revista Veja incluiu o grupo em ranking dos artistas mais influentes do Brasil. Nesse ano foi lançado Casseta & Planeta: A Taça do Mundo É Nossa, o primeiro longa-metragem da turma, com participações especiais de Tony Tornado, Deborah Secco e Carlos Alberto Torres. Durante a década, Maria Paula engravidou duas vezes e teve de ser substituída no programa, por Luana Piovani em 2004 e Claudia Rodrigues em 2008. 
Bussunda faleceu na Alemanha durante a cobertura da Copa do Mundo de 2006. Em votação entre os telespectadores, Hubert foi eleito novo intérprete do presidente Lula. Após sua morte foi lançado o filme Seus Problemas Acabaram!.

#### TV Globo anuncia o fim do programa
Em 26 de novembro de 2010 o grupo anunciou o fim do programa Casseta & Planeta, Urgente!, depois de 18 anos no ar na TV Globo. Em nota, a Globo informou que a decisão foi tomada em conjunto entre a direção da emissora e os humoristas, que vão se dedicar a um novo projeto ainda não definido. O último episódio do programa foi ao ar em 21 de dezembro de 2010. Ainda segundo a nota, a TV Globo informou que todos os integrantes do grupo humorístico decidiram dar início a projetos pessoais.

### 2011–12:Casseta & Planeta Vai Fundo
Em agosto de 2011, o grupo voltou atrás e anunciou que em abril de 2012, o programa poderia voltar à programação da emissora em um formato totalmente diferente dos anteriores. Maria Paula Fidalgo decidiu não retornar e foi substituída por Miá Mello, embora esta não fosse creditada como parte do grupo, apenas do novo programa. O programa é renomeado como Casseta & Planeta Vai Fundo. O programa foi dirigido pelos próprios seis "cassetas", no lugar de José Lavigne, e não teve mais paródias de novelas (com exceção de um esquete baseado em Salve Jorge) e bordões. Houve também menos dramaturgia, mais ideias, animações, e foi gravado em locações, fora do estúdio. A primeira temporada estreou em 30 de março de 2012 (primeiro episódio) com término em 15 de junho de 2012. A segunda temporada teve início em 2 de novembro de 2012 com término em 29 de novembro de 2012. A terceira e última temporada estreou no dia 7 de dezembro de 2012 com encerramento no dia 21 de dezembro, em função de falta de audiência. Retornou na TV fechada depois de anos na TV aberta.

### 2016:Procurando Casseta & Planeta
Em 17 de outubro de 2016 o canal por assinatura Multishow, da programadora Globosat, começou a exibir o programa Procurando Casseta & Planeta, que mistura melhores momentos do programa com situações ficcionais vividas pelos integrantes e abordagens de pessoas na rua, sempre carregadas de autocrítica.

### Canal no YouTube
Os humoristas possuem um canal no YouTube, que produziu quadros como "Resenha Tabajara" e "Casseta e Planeta". O canal no YouTube foi criado em 2016, porém na época era utilizado apenas para mostrar os bastidores do documentário "Procurando Casseta e Planeta" e somente no ano de 2018 que os humoristas o utilizaram por um período de tempo a outros projetos.

## Novelas parodiadas
Uma das marcas do Casseta e Planeta são as novelas da TV Globo que são satirizadas pelo programa, mas também tem paródias de outros programas, como séries, minisséries, sessões de cinema, noticiários, programas de entretenimento e esporte, além de filmes, desenhos animados, campanhas filantrópicas, personalidades e eventos esportivos. Geralmente são as novelas das oito horas que são mostradas durante o programa.
1993
- Renascer
- Gata Felina - Paródia da novela Fera Ferida
- Vera Ferida - Paródia da novela Fera Ferida

1996
- Sorria de Dor - Paródia da novela História de Amor
- Cara na Lagoa - Paródia da novela Cara e Coroa
- Espirra Prata - Paródia da novela Vira-Lata
- Salsa da Dengue - Paródia da novela Salsa e Merengue
- Daonde Canção - Paródia da novela Explode Coração
- Olho do Fundo - Paródia da novela O Dono do Mundo
- O Rei do Galho - Paródia da novela O Rei do Gado

1997
- A Desmaiada - Paródia de A Indomada
- A Incomodada - Paródia de A Indomada
- Anjo, Miau - Paródia de Anjo Mau
- Banjo Mau - Paródia de Anjo Mau
- Banjo de Mim - Paródia de Anjo de Mim

1998
- Por Favor - Paródia de Por Amor
- Torre de Pastel - Paródia de Torre de Babel
- Meu Bem Descer - Paródia de Meu Bem Querer
- Deu Sem Querer - Paródia de Meu Bem Querer
- Porco Dourado - Paródia de Corpo Dourado
- Corno Dourado - Paródia de Corpo Dourado
- Pecado Real - Paródia de Pecado Capital
- Pecado na Capital - Paródia de Pecado Capital

1999
- Suado Moreno - Paródia de Suave Veneno
- Suado e Fedendo - Paródia de Suave Veneno
- Falha Nostra - Paródia de Terra Nostra
- Força de um Pão de Queijo - Paródia de Força de um Desejo
- Força entope Beijo - Paródia de Força de um Desejo
- Força de um Dejeto - Paródia de Força de um Desejo
- Força de um Despejo - Paródia de Força de um Desejo
- Fernando nas Nuvens - Paródia de Andando nas Nuvens
- Fila Maria Helena - Paródia de Vila Madalena
- Vila Macarena - Paródia de Vila Madalena
- Vira Madalena - Paródia de Vila Madalena

2000
- Esculachos de Família - Paródia de Laços de Família
- Chifres de Marília - Paródia de Laços de Família
- Guga-Guga - Paródia de Uga Uga

2001
- Porco com Vinagres - Paródia de Porto dos Milagres
- O Siliclone - Paródia de O Clone
- Um Anjo Faliu o Céu - Paródia de Um Anjo Caiu do Céu
- Um Marmanjo Caiu do Céu - Paródia de Um Anjo Caiu do Céu
- Um Banjo Caiu do Céu - Paródia de Um Anjo Caiu do Céu
- Fila da Tia - Paródia de As Filhas da Mãe
- Estrela Virgem - Paródia de Estrela-Guia

2002
- Ereção de Estudante - Paródia de Coração de Estudante
- Ex-pelanca - Paródia de Esperança
- Semelhança - Paródia de Esperança
- O Queijo do Vampiro - Paródia de O Beijo do Vampiro
- O Peido do Vampiro - Paródia de O Beijo do Vampiro
- O Beijo do Vampiço - Paródia de O Beijo do Vampiro

2003
- Mulheres Recauchutadas - Paródia de Mulheres Apaixonadas
- Famosidade - Paródia de Celebridade
- Agora Quem Manda é as Panelas - Paródia de Agora É que São Elas
- Chocolate Cumprimenta - Paródia de Chocolate com Pimenta
- Cuba Dá Cana - Paródia de Kubanacan
- Bundancan - Paródia de Kubanacan

2004
- Fedor de Pescado - Paródia de Da Cor do Pecado
- Tá Gordo e Pesado - Paródia de Da Cor do Pecado
- Cozinhar o Ovo - Paródia de Começar de Novo
- Sem hora pro Intestino - Paródia de Senhora do Destino

2005
- Amerreca - Paródia de América
- Alma Gema - Paródia de Alma Gêmea
- Baleissima - Paródia de Belíssima
- Raissíssima - Paródia de Belíssima

2006
- Plásticas da Vida - Paródia de Páginas da Vida
- Singa Moça - Paródia de Sinhá Moça
- Pé na Estrada - Paródia de Pé na Jaca

2007
- Paraíso Dobilau - Paródia de Paraíso Tropical
- Suas Taras - Paródia de Duas Caras
- Duas Coroas - Paródia de Duas Caras
- Caverna da Enguia - Paródia de Eterna Magia

2008
- A Periquita - Paródia de A Favorita

2009
- Com a Minha nas Índias - Paródia de Caminho das Índias
- Caras e Locas - Paródia de Caras & Bocas
- Vim Ver Artista - Paródia de Viver a Vida
- Dever a Dívida - Paródia de Viver a Vida

2010
- Ditos nas Paralelas - Paródia de Escrito nas Estrelas
- Pegassione - Paródia de Passione
- Panetone - Paródia de Passione
- Paraguaia - Paródia de Araguaia

2011
- Bordel Assanhado - Paródia de Cordel Encantado
- Morde a paçoca - Paródia de Morde & Assopra

2012
- Avenida Barril - Paródia de Avenida Brasil

## Integrantes
Atuais
- Beto Silva (1986–presente)
- Cláudio Manoel (1986–presente)
- Hélio de la Peña (1986–presente)
- Hubert Aranha (1986–presente)
- Marcelo Madureira (1986–presente)

Antigos
- Bussunda (1986–2006; falecido)
- Reinaldo Figueiredo (1986–2018)

## Leitura complementar
- A História Completa do Casseta & Planeta, Editora Abril, 3 volumes